# Cindy Hyde-Smith
Cindy Hyde-Smith, född 10 maj 1959  i Brookhaven, Mississippi, är en amerikansk republikansk politiker. Mississippis guvernör Phil Bryant utnämnde Hyde-Smith till USA:s senat i mars 2018 efter att senator Thad Cochran hade avgått. Hyde-Smith är den första kvinnan att vara senator från Mississippi.
Hyde-Smith var medlem i Mississippis deltatssenat, där hon representerade sitt distrikt från 2000 till 2012. Under sin mandatperiod i senaten bytte hon 2010 parti från demokraterna till republikanerna.

## USA:s senat
Den 21 mars 2018 meddelade guvernör Phil Bryant Hyde-Smith som sitt val för att fylla det amerikanska senatsplatsen som hölls av Thad Cochran, som angav att han skulle avgå vid ett senare tillfälle på grund av pågående hälsoproblem. Det rapporterades att Trumpadministrationen inte stödde hennes utnämning på grund av hennes historia som en demokrat. Hyde-Smith ställde upp i fyllnadsval den 6 november 2018 och besegrade demokraten Mike Espy den 27 november.

### Valkampanj 2018
Den 11 november skämtade Hyde-Smith om att delta i en offentlig hängning. Medan hon stod med boskapsodlaren Colin Hutchinson i Tupelo, Mississippi, sade Hyde-Smith: "Om han bjöd mig till en offentlig hängning, skulle jag vara längst fram". Hyde-Smiths kommentar fick omedelbart hård kritik, eftersom Mississippi har en ökänd historia av lynchningar och offentliga avrättningar av afroamerikaner.
Den 15 november 2018 uppträdde Hyde-Smith i ett videoklipp där hon sade att det skulle vara "en bra idé" att göra det svårare för liberaler att rösta. Hennes kampanj uppgav att Hyde-Smith framförde ett uppenbart skämt och att videon var selektivt redigerad.

## Politiska positioner
Cindy Hyde-Smith identifierar sig själv som konservativ republikan. Från 1999 till 2010 tjänstgjorde Hyde-Smith i sitt ämbete som en demokrat. Hon bytte till det republikanska partiet år 2010. Hon beskrev sig själv som en konservativ demokrat under sin tid i Mississippis senat. År 2018 framhöll hon sitt stöd för vapenrättigheter, motstånd mot abort och försvar för statens försvarsverksamhet.
Webbplatsen FiveThirtyEight, som undersökte hur senatorer röstade, rapporterade att Hyde-Smith hade röstat med Trumps positioner 95,2 procent av tiden.

## Privatliv
Cindy Hyde-Smith är gift med boskapsuppfödaren Michael och de har en dotter. De är aktiva medlemmar i baptistkyrkan.